# Drake Rodger
Drake Rodger (Los Angeles, 26 gennaio 1999) è un attore statunitense.

## Biografia
Prima di The Winchesters, Rodger era noto soprattutto per aver interpretato Judd in The In Between (2022), Zack Harris in Murder RX (2020) e Conor in Not Alone (2021).
Il casting di Rodger per il ruolo di John Winchester nella serie The Winchesters è stato annunciato il 21 marzo 2022.

## Vita privata
L'attore ha una relazione con l'attrice Meg Donnelly, conosciuta sul set di The Winchesters.

## Filmografia

### Cinema
- Murder RX, regia di Ken Brisbois (2020)
- Terra Beach, regia di Mike Gallant – cortometraggio (2020)
- Not Alone, regia di Lydelle Jackson e Cezil Reed (2021)
- The In Between - Non ti perderò (The In Between), regia di Arie Posin (2022)
- Hardcore, regia di Madeleine Case – cortometraggio (2022)
- Mantra, regia di Dan Franklin, Alex Suarez e Stephanie Renee Wall (2022)

### Televisione
- The Winchesters – serie TV, 13 episodi (2022-2023)
- Motorheads – serie TV, 10 episodi (2025)

## Doppiatori italiani
Nelle versioni in italiano delle opere in cui ha recitato, Drake Rodger è stato doppiato da:
- Alberto Franco in The In Between - Non ti perderò
- Manuel Meli in Motorheads